# Ferrari California
Ferrari California – samochód sportowy klasy średniej produkowany przez włoską markę Ferrari w latach 2008–2017.

## Historia modelu

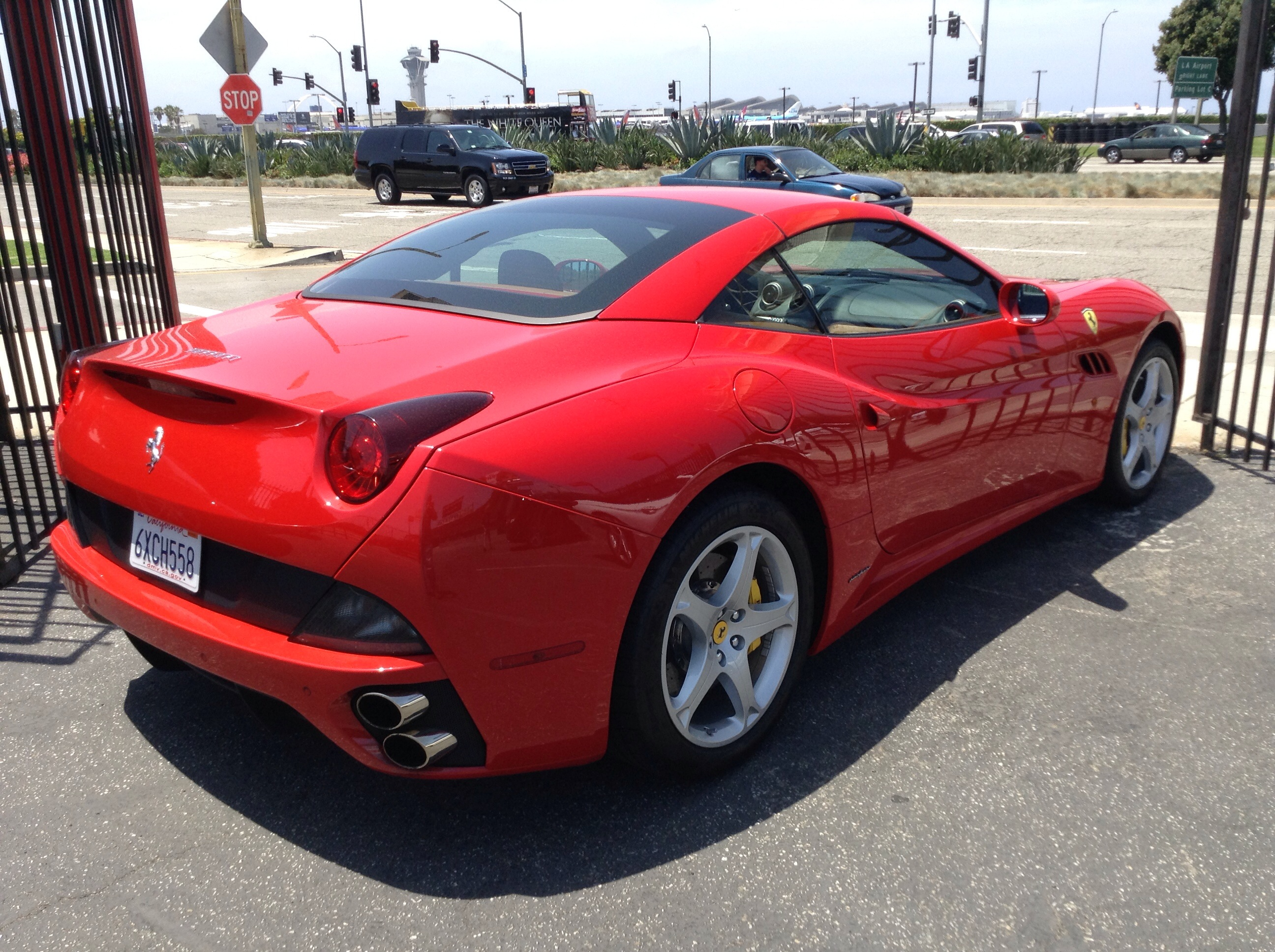
Ferrari California - tył

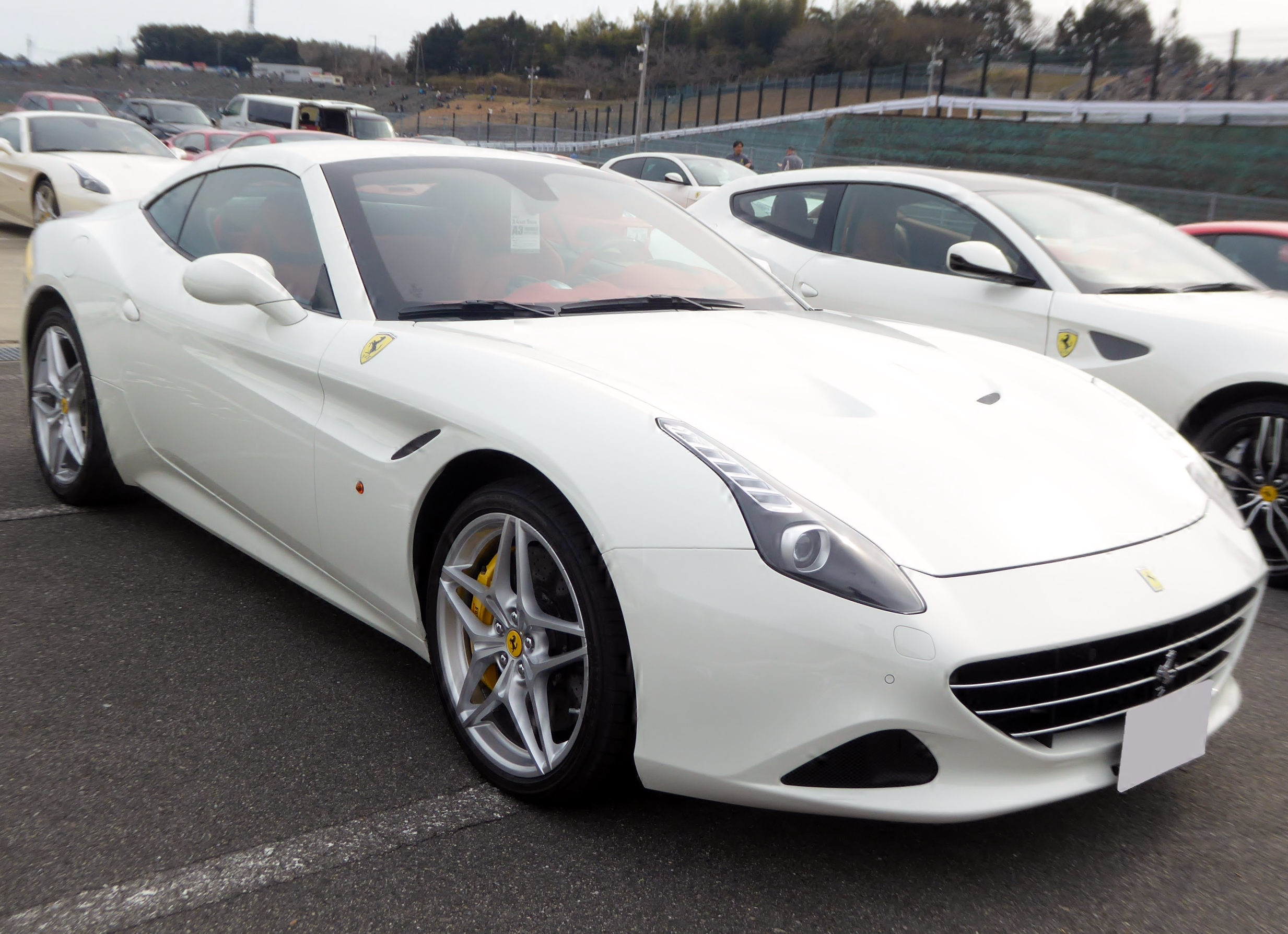
Ferrari California T po liftingu

Samochód zadebiutował jesienią 2008 roku w Maranello oraz podczas targów motoryzacyjnych w Paryżu. Model ten wyposażono w system kontroli trakcji F1-Trac, który debiutował w modelu 599 GTB Fiorano, nowe tylne zawieszenie typu multilink oraz karbonowo-ceramiczne tarcze hamulcowe. Silnik to konstrukcja adaptowana z modelu F430. Jest to jednostka V8, która ma 4,3 litra pojemności, bezpośredni wtrysk paliwa i dysponuje mocą 460 KM przy 7500 obr./min. Zużycie paliwa obniżono o 30 procent. 
Silnik umieszczono z przodu za przednią osią, a by zachować dobry rozkład mas przed tylną osią znalazła się siedmiostopniowa przekładnia (w tzw. układzie transaxle) współpracująca z podwójnym sprzęgłem. Emisja spalin wynosi około 305-310 g CO2 na kilometr. Auto wyposażone jest w system kontroli trakcji opracowanej przy współpracy z zespołem F1 Scuderia Ferrari oraz aktywne zawieszenie z regulowanymi amortyzatorami MRC (Magnetic Ride Control).
Płyta podłogowa oraz nadwozie tego modelu wykonane zostały z aluminium. Dach sztywny jest składany. Ma on nowe tylne zawieszenie typu multilink oraz karbonowo-ceramiczne tarcze hamulcowe. Model California jest produkowany w liczbie do 6000 sztuk rocznie w fabryce Ferrari w Maranello. Na potrzeby wzrostu produkcji stworzono nową linię montażową. Głównym rynkiem zbytu są Stany Zjednoczone.
Oferta obejmuje 27 kolorów nadwozia, 12 odcieni skórzanej tapicerki, 3 wzory felg oraz 5 kolorów zacisków.  W podstawowej wersji wyposażeniowej cena auta wynosi około 190 tys. dolarów. Po prezentacji zainteresowanie modelem California było tak duże, że zbieranie następnych zamówień przewidziano dopiero na rok 2011.
Przez cały okres produkcji Californii sprzedano jedynie dwa egzemplarze z manualną skrzynią biegów.

### Dane techniczne
- Prędkość maksymalna: 310 km/h
- Przyspieszenie 0-100 km/h: 3,9 s
- Średnie spalanie: 14,7 l/100 km
- Rozstaw osi: 268,6 cm
- Rozstaw kół: 163/160,5 cm
- Długość: 456,3 cm
- Szerokość: 190,2 cm
- Wysokość: 130,8 cm
- Pojemność zbiornika paliwa: 78 litrów